# 야나다 키요유키
야나다 키요유키(梁田清之, 1965년 5월 10일 ~ 2022년 11월 14일)는 일본의 남자 성우다. 2022년 11월 14일 암으로 별세했다. 

## 출연작
- 고르고13 - 그란트
- 고양이 당인전 테얀데에 - 리키노신
- 기동전사 건담 F91 - 자비네 샤르
- 기동전사 V건담 - 파일럿 A
- 길티기어 시리즈 - 버논
- 나루토 - 치카라
- 닌자 거북이1987년 TV도쿄판 - 슈레더, 번 톰슨
- 데스노트 - 오오이 타케시
- 데블파이터 - 데모고르곤
- 드래곤 퀘스트 타이의 대모험 - 홓킨스
- 디그레이맨 - 노이즈 마리
- 디지몬 시리즈 - 안드로몬
- 록맨 ZX - 세르판
- 마법기사 레이어스 - 제오 메트로
- 마법의 스테이지 팬시 라라 - 나루미 아사오
- 명탐정 코난 - 안드레 캐멀
  - 명탐정 코난: 비색의 부재증명 - 안드레 캐멀
- 블랙 라군 The Second Barrage - 마츠자키 긴지
- 블리치 - 츠카비시 텟사이
- 사무라이 트루퍼 - 코마 토시타다(귀마장 슈텐토우지)
- 사이버 보츠 - 산타나 로렌스
- 서몬나이트 - 람다, 에스갈드
- 신겟타로보 - 무사시보 벤케이
- 소년탐정 김전일 - 코다 세이사쿠
- 수신 라이거 - 류 도르크
- 인풍전대 허리케인저 - 수령 타우 잔트, 사인 이가
- 염신전대 고온저 - 해지 대신 요고슈타인 / 총리 대신 요고시마크리타인
- 신차원게임 넵튠 V - 아쿠다이진
- 실바니안 패밀리 비디오 - 마론 강아지 선생님(허버트)
- 슬램덩크 - 아카기 타케노리
- 시티헌터 - 남자
- 신차원게임 넵튠 V - 아쿠다이진
- 아스트로 보이 철완 아톰 - 할리
- 악마성 드라큘라 시리즈 - 리히터 벨몬드, 샤프트
- 절대무적 라이징오 - 베르제브
- 원기폭발 간바루가 - 마계수 우나기토론
- 열혈최강 고자우라 - 원자왕
- 원피스 - 딕
- 오! 나의 여신님 - 타미야 토라이치
- 태양의 용자 파이버드(지구용사 선가드) - 슈라
- 전설의 용자 다간 - 터보 랜더, 비올레체
- 용자특급 마이트가인 - 쇼군 미후네
- 용자왕 가오가이가 파이널 - 팔파레파
- 죠죠의 기묘한 모험 CD 카세트 북 - 쿠죠 죠타로
- 죠죠의 기묘한 모험 CPS3 판 - 쿠죠 죠타로
- 죠죠의 기묘한 모험 미래로의 유산 - 쿠죠 죠타로
- 진겟타로보 대 네오겟타로보 - 토모에 무사시
- 질풍! 아이언리거 - 골드암, 섹션 X(노란색)
- 창천의 권 - 영왕 망광운
- 천원돌파 그렌라간 - 치밀프
- 치즈 스위트 홈 - 검둥이
- 코드 기아스 반역의 를르슈 - 안드레아스 달튼
- 코코로 도서관 - 바이크맨
- 탐정학원Q - 혼고 타츠미
- 트랜스포머 마이크론 전설 - 메가트론
- 파이터스클럽 - 잭
- 폭투선언 다이건더 - 건더, 다이건더
- 극장판 프리큐어 올스타즈 DX 2 희망의 빛☆레인보우 주얼을 지켜라! - 바텀
- 하멜의 바이올린 TV판 - 드럼
- 헌터×헌터 리메이크판 - 토도, 체즈게라
- KOF 맥시멈 임팩트 시리즈 - 듀크
- SD건담 외전 지크지온편 - 투사 더블제타
- SD건담 G제네레이션 시리즈 - 오그마 흐레이브
- YAT 안심! 우주여행 - 야마모토 카오루